# Wilhelm Caroli

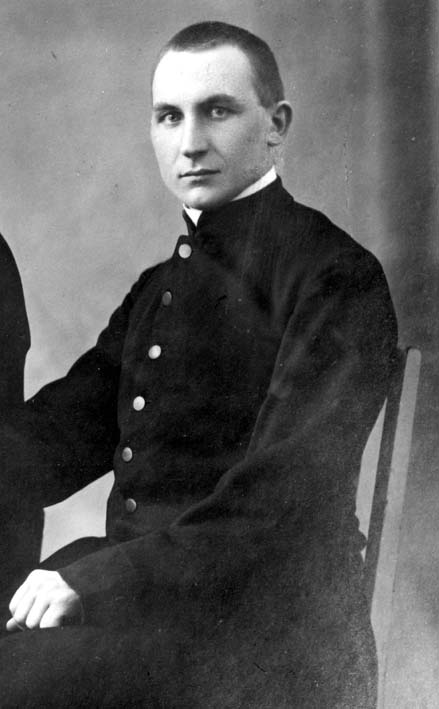
Wilhelm Caroli

Wilhelm Caroli (* 7. April 1895 in Saarlouis; † 23. August 1942 im KZ Dachau) war ein katholischer Priester der Diözese Speyer und Verfolgter des NS-Regimes. Er wurde körperlich stark misshandelt und verhungerte als Häftling im KZ Dachau.

## Leben
Wilhelm Caroli wurde als Sohn des Gerichtsobersekretärs Adolf Caroli in Saarlouis geboren. Er besuchte das Gymnasium in Saarlouis und später in Mayen, wo er 1914 seine Reifeprüfung ablegte. Nach einem kurzen Aufenthalt im Trierer Priesterseminar wurde er im Mai 1915 zum preußischen Militär eingezogen und als Sanitäter an der Ostfront eingesetzt. Schon im März 1916 kehrte er jedoch in das Seminar zurück. Er erhielt die niederen Weihen bis zum Diakon, wurde aber 1920 entlassen, weil er sich bei einer Probepredigt über den Regens und die Professoren lustig machte, die er treffend und witzig mit Hilfe einiger alttestamentlicher Gestalten charakterisierte, wofür ihm seine Mitalumnen donnernden Applaus spendeten.
Bischof Ludwig Sebastian, im Nachbarbistum Speyer, ermöglichte Caroli den Übertritt in seine Diözese und weihte ihn dort am 12. März 1921 zum Priester. Als Kaplan wirkte der Jungpriester ab 19. März des Jahres in Ludwigshafen am Rhein, St. Dreifaltigkeit, vom 12. Juli 1924 bis zum 24. Januar 1925 in Grünstadt und schließlich in Kusel bis zur Verleihung seiner ersten Pfarrstelle, am 1. Dezember 1926, in Rheingönheim.
Seit 1927 Redakteur, 1928–1933 Schriftleiter des „Katholischen Kirchenblattes“ in Ludwigshafen, bekämpfte Caroli nachweislich ab 1930 vehement den aufkommenden Nationalsozialismus. 1933 geriet der Pfarrer in Konflikt mit der NS-Bewegung, da er am 22. Januar in seinem Kirchenblatt den Antisemitismus als „Blödsinn“ anprangerte. Außerdem engagierte er sich nachdrücklich für den Erhalt der katholischen Bekenntnisschulen, die den Machthabern ein Dorn im Auge waren.
Caroli wurde mit Schreiben vom 25. März 1933 offiziell verwarnt und in der Nacht vom  26. zum 27. Juni 1933 vor dem Rheingönheimer Pfarrhaus von drei SA-Männern überfallen und mit Gummiknüppeln bis zur Bewusstlosigkeit geschlagen. Da sich der Priester weigerte, die Hakenkreuzfahne auf dem Kirchturm zu hissen, drangen SA-Leute auch gewaltsam in die Kirche ein und beflaggten den Turm. Am Abend des 8. Juli 1935 kam es nach einer Demonstration gegen den Pfarrer erneut zu Gewaltausbrüchen. Erhitzte Demonstranten stürmten die Kirche und zertrümmerten Teile der Einrichtung. Die Polizei weigerte sich einzuschreiten.
Caroli wurde im Sommer 1937 wegen Verstoß gegen das Reichsflaggengesetz zu acht Monaten Gefängnis verurteilt und aus dem Gau Saar-Pfalz verwiesen. Nach Verbüßung der Strafe in Frankenthal und Zweibrücken zog er zu seinen Brüdern, beides Priester, die in Kell bzw. Kürrenberg in der Diözese Trier wirkten. Ab Juli 1939 ließ er sich in Kottenheim bei Mayen zum Zwangsruhestand nieder, half dabei aber weiter in der Seelsorge. Dort hielt er in der Pfarrkirche St. Nikolaus eine scharfe Predigt, in der er die Krankenmorde verurteilte. Caroli wurde deshalb im Oktober 1941 wegen Kanzelmissbrauchs erneut verhaftet, kam zunächst nach Koblenz in Schutzhaft und von dort am 18. Februar 1942 in den Pfarrerblock ins Konzentrationslager Dachau. Hier verstarb er schon sechs Monate später an Krankheit und Entkräftung; wie es hieß: „...an den Folgen eines schweren Darmkatarrhs.“
Sein Mithäftling Pfarrer Friedrich Seitz berichtete später, Caroli sei systematisch zu Tode geschunden worden und habe zuletzt nur noch 45 Kilogramm gewogen. Der Leichnam des Priesters wurde im KZ eingeäschert und die Urne seinem Bruder in Kell geschickt. Dieser behielt sie bei sich im Pfarrhaus, wo sie nach seinem Tode zum Vorschein kam. Man überführte sie schließlich nach Ludwigshafen-Rheingönheim und setzte sie am 24. November 1996 in der ehemaligen Kriegerkapelle der Kirche St. Joseph bei. Diese Kapelle trägt jetzt Carolis Namen.

## Gedenktafel
In der Kirche ließ man eine Gedenktafel für den Pfarrer setzen, die folgenden Wortlaut hat:
Wilhelm Caroli
7. 4.1895 geboren in Saarlouis
1926–1938 Pfarrer in Rheingönheim
1933–1945 im Kampf gegen den Naziterror erlebte die Kirche eine Zeit der
Verfolgung und der Bewährung. In diesen Jahren wuchsen Priester
und Laien zu einer heroischen Liebe und Treue heran. Das KZ
Dachau, eines unter vielen, war damals belegt mit 200.000 Häftlingen,
davon 2.579 Geistlichen.
Sein Leidensweg
27.6.1933 Überfall von 3 SA-Leuten, bewusstlos geschlagen
8.7.1935 Demonstration vor dem Pfarrhaus und Kirche
10.7.1935 Ortsverweis
7.4.1937 Aufenthaltsverbot für Pfalz und Saarland
16.07.1937 Vom Sondergericht in Frankenthal: Gefängnisstrafe zu 8 Monaten
(Zweibrücken) „wegen fortgeschrittenen Vergehens gegen das Flaggengesetz und Beleidigung“
1.03.1938 Ruhestand, Rückkehr in seine Heimat, half seinem Bruder in der
Seelsorge der Pfarrei Kottenheim (Laacher-See)
Ende 1941 erneute Verhaftung und Verbringung in das KZ Dachau „wegen Kanzelmißbrauchs“
22.08.1942 Er durfte nach 8 Monaten im qualvollen Hungertod sein Leben
hingeben + für seine Kirche und das deutsche Volk + und eingehen
in den ewigen Frieden. Der Schlußsatz seines Testamentes
lautet: Mit Dank gegen Gott bekenne ich mich als Kind und Priester
der einen, heiligen, katholischen und päpstlichen Kirche. Ihr
Glied will ich sein und bleiben für Zeit und Ewigkeit. Amen

## Sonstiges Andenken

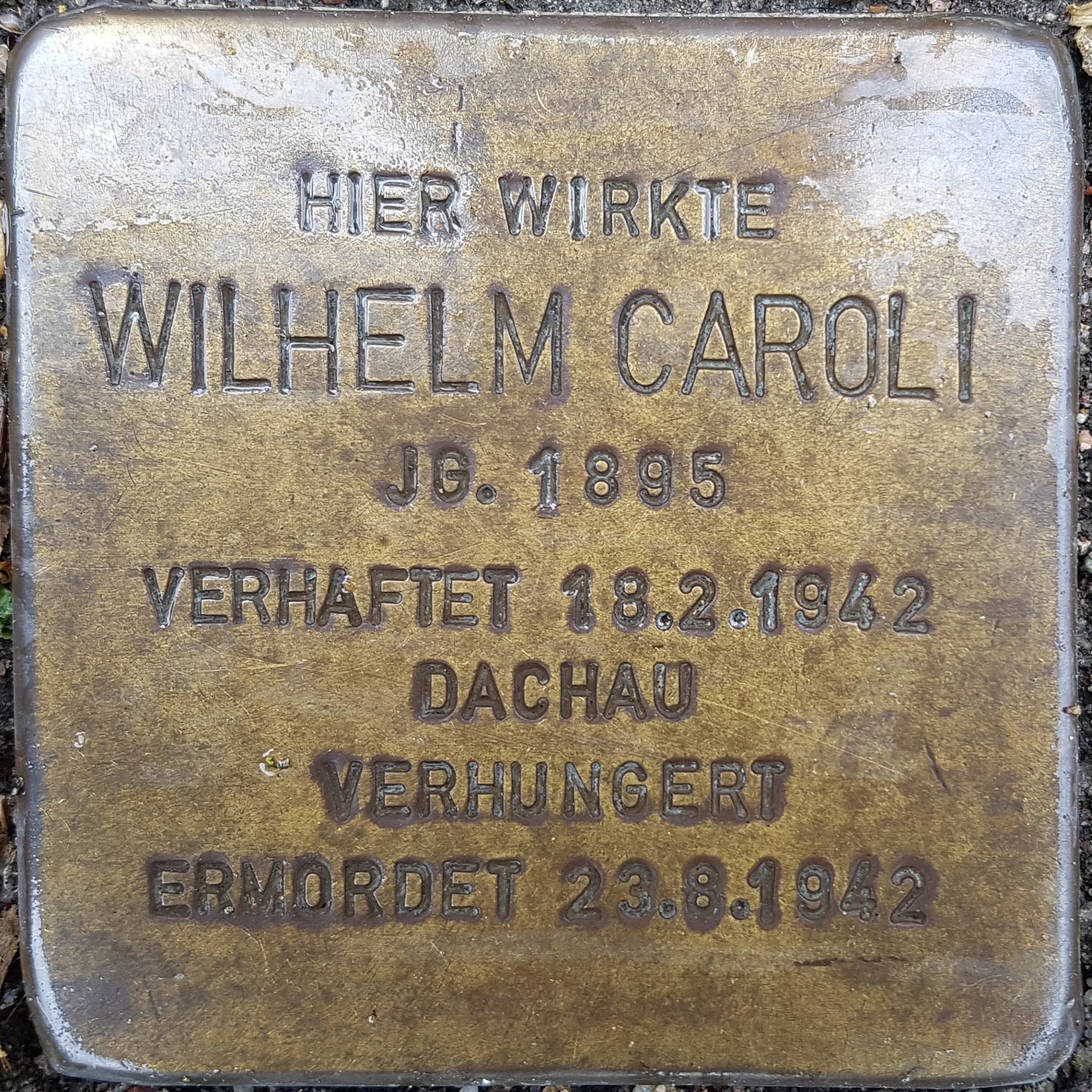
Stolperstein für Wilhelm Caroli vor der Kirche St. Joseph in Ludwigshafen
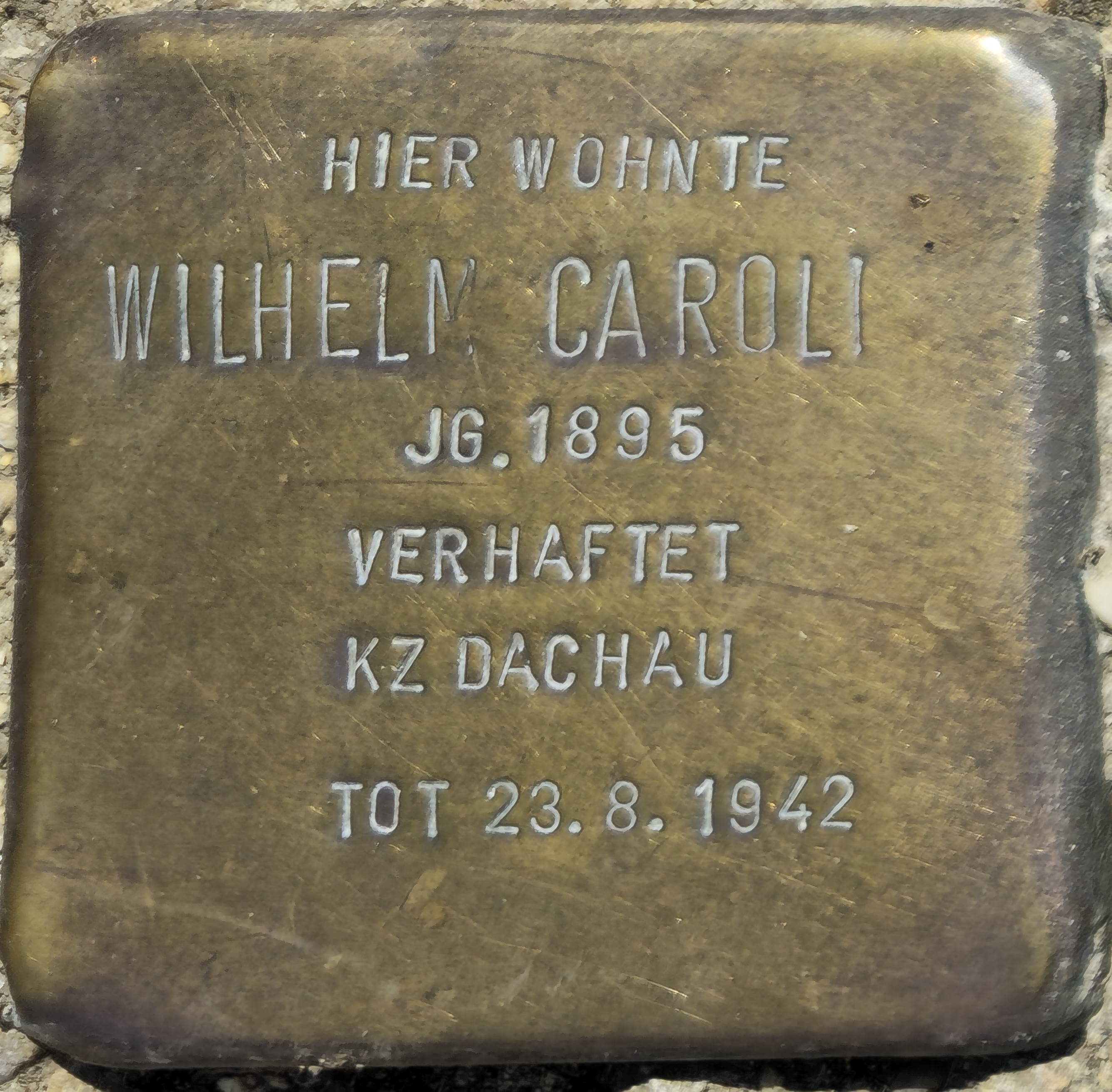
Priesterseminar, Trier

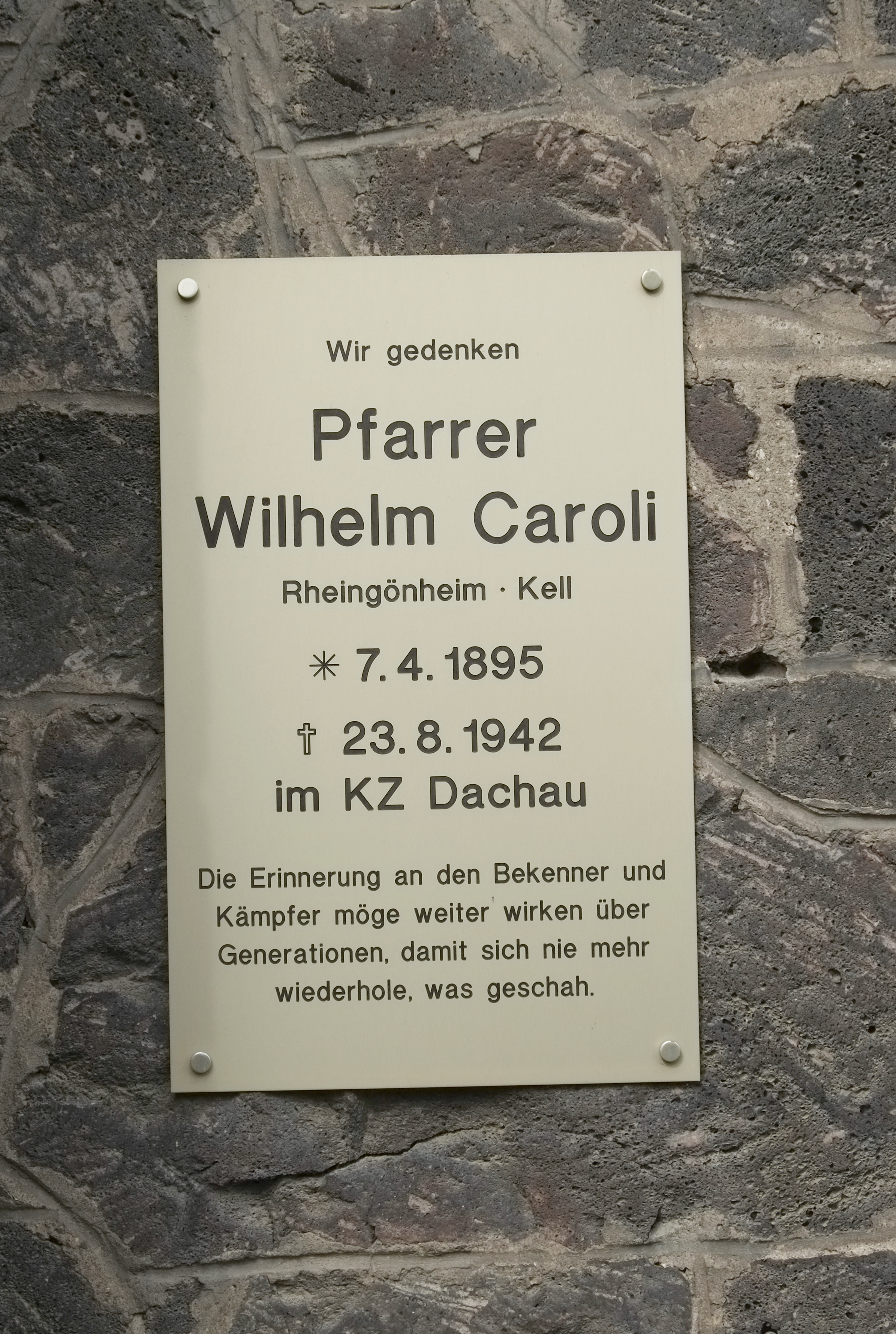
Gedenktafel für Wilhelm Caroli an der Kirche St. Lubentius in Kell

In der Gedächtniskapelle in Kottenheim wird neben den Verstorbenen der beiden Weltkriege und den ermordeten Mitgliedern der jüdischen Familien Gottschalk  und Levy auch an Pfarrer Wilhelm Caroli gedacht.
In Ludwigshafen ist die Carolistraße nach dem NS-Opfer benannt und ebenso das katholische Pfarrheim von Rheingönheim. Am 30. Mai 2005 hat man im Andenken Carolis vor dem von ihm bewohnten Priesterseminar (Trier, Jesuitenstraße 13) einen sogenannten Stolperstein verlegt. Ludwigshafen folgte im November 2007 mit der gleichen Aktion vor dem von Caroli einst bewohnten Pfarrhaus (heute Carolistraße 23), dort wo er 1933 bewusstlos geschlagen worden war.
Die katholische Kirche hat Pfarrer Wilhelm Caroli im Jahr 1999 als Glaubenszeugen in das deutsche Martyrologium des 20. Jahrhunderts aufgenommen.
Caroli wird in der Diözese Speyer als Bekenner gegen den Nationalsozialismus verehrt.